# 서울예술고등학교
서울예술고등학교(서울藝術高等學校)는 대한민국 서울특별시 종로구 평창동에 있는 사립 고등학교로, 1953년에 개교되었다.

## 학교 연혁
- 1953년 3월 21일 : 재단법인 유하학원에서 이화예술고등학교 창립, 이사장에 아펜셀라 선생, 초대 교장에 신봉조 선생 취임
- 1953년 11월 5일 : 교명을 서울예술고등학교로 변경, 남녀 공학으로 함
- 1956년 2월 27일 : 제1회 졸업식 거행
- 1957년 4월 : 무용과 신설
- 1958년 4월 19일 : 유하학원을 이화학원으로 변경
- 1963년 9월 2일 : 정동 신축 교사로 이전
- 1976년 5월 1일 : 평창동 신축 교사로 이전
- 1976년 5월 27일 : 신축교사(난계학원) 봉헌
- 1988년 9월 19일 : 이화학원으로부터 분리, 학교법인 이화예술학원 설립, 최원영 선생이 초대 이사장에 취임
- 1990년 3월 3일 : 별관 (무용과) 신축 봉헌
- 2010년 7월 28일 : 이대봉 이사장 취임
- 2010년 8월 2일 : 학교법인 이화예술학원을 서울예술학원으로 변경
- 2012년 5월 27일 : 실기관 준공 봉헌 예배, 음악 레슨실 1, 2단계 공사완료
- 2012년 8월 1일 : 학년 당 무용과 43명(1학급), 미술과 137명(4학급), 음악과 180명(5학급) 인가
- 2013년 5월 27일 : 본관 특별교실(준비실) 증축
- 2013년 10월 10일 : 금난새 선생 제8대 교장으로 취임
- 2019년 8월 26일 : 권영걸 선생 제9대 교장으로 취임

## 설치 학과
- 무용과
- 음악과
- 미술과

## 참고 자료
- 서울예술고등학교 - 한국교육학술정보원 학교알리미